# Rob Fulop
Rob Fulop ist ein US-amerikanischer Computerspiel-Entwickler. Er gehört zu den Pionieren der amerikanischen Spieleindustrie.
Seine ersten Computerspiele entwickelte Fulop 1978 mit der Portierung der Spiele Night Driver und Missile Command für Atari. Beide Spiele waren sehr erfolgreich. 1981 verließ Fulop Atari und gründete die Firma Imagic. Die Firma war besonders mit den Spielen Demon Attack und Cosmic Ark erfolgreich.

## Spiele von Rob Fulop
- Atari 2600:
  - Night Driver (Atari)
  - Missile Command (Atari)
  - Demon Attack (Imagic)
  - Cosmic Ark (Imagic)
  - Fathom (Imagic)

- Atari 8-bit Computer:
  - Space Invaders (Atari)

- America On-Line:
  - Rabbit Catch

- Sega Genesis CD:
  - Night Trap
  - Sewer Shark

- CD-i:
  - Third Degree